# WTA Finals 2024 – ženská čtyřhra
Ženská čtyřhra WTA Finals 2024 probíhala v první polovině listopadu 2024 jako závěrečný turnaj profesionální tenisové sezóny žen. Do deblové soutěže Turnaje mistryň, premiérově hrané v saúdskoarabské metropoli Rijádu, nastoupilo sedm nejvýše postavených dvojic na žebříčku Race to the WTA Finals a jako osmý pár kvalifikovaný podle dalších kritérií. Ani jedna z obhájkyň titulu, Němka Laura Siegemundová či Věra Zvonarevová, se na turnaj nekvalifikovala.
Debutový titul na Turnaji mistryň vyhrály Kanaďanka Gabriela Dabrowská s Novozélanďankou Erin Routliffeovou, které na závěrečné události sezóny triumfovaly jako první zástupkyně svých států. 

## Turnaj
Do čtyřhry závěrečné události sezóny poprvé zasáhly Američanky Caroline Dolehideová a Taylor Townsendová, rovněž tak Italka Jasmine Paoliniová, která jako jediná účastnice Turnaje mistryň 2024 nastoupila do obou soutěží včetně dvouhry. Rekordní šestou účast v rámci startujících zaznamenaly Kanaďanka Gabriela Dabrowská s úřadující světovou jedničkou Kateřinou Siniakovou, která navíc tohoto výkonu dosáhla bez přerušení.
37letá Italka Sara Erraniová usilovala o to, aby jako šestá deblistka v historii zkompletovala kariérní Super Slam, tedy tituly na všech čtyřech grandslamových turnajích, Turnaji mistryň a letních olympijských hrách. V páru s Paoliniovou však dohrály ve skupinové fázi. 
Deváté v pořadí párů WTA Race, Kateřina Siniaková s Taylor Townsendovou, odsunuly z osmého účastnického místa výše postavené Keninovou s Mattekovou-Sandsovou, když se kvalifikovaly díky zisku grandslamové trofeje ve Wimbledonu a postavení do 20. místa na žebříčku párů WTA Race. Jistotu startu získaly již 7. října 2024.

### První titul pro Dabrowskou s Routliffeovou
Vítězem se stal druhý nasazený, kanadsko-novozélandský pár Gabriela Dabrowská a Erin Routliffeová, který ve finále zdolal česko-americké turnajové osmičky Kateřinu Siniakovou s Taylor Townsendovuo po setech 7–5 a 6–3. Oplatily jim tak porážku z finále Wimbledonu 2024 a na závěrečné události vylepšily semifinálové maximum z předchozího ročníku. Pěti zápasy prošly bez porážky, čímž si do žebříčku WTA každá připsala nejvyšší možný zisk 1500 bodů a jako pár nejvyšší odměnu 1 125 000 dolarů. Společně ovládly čtvrtý turnaj, a po Nottingham Open druhý v probíhající sezóně. Dabrowská na okruhu WTA Tour vybojovala sedmnáctý deblový titul. Pro Routliffeovou to bylo osmé takové turnajové vítězství. Na Turnaji mistryň se staly první kanadskou i novozélandskou šampionkou. Siniaková, která v sezóně ovládla pět turnajů s pěti různými spoluhráčkami včetně dvou grandslamů, završila ročník WTA počtvrté na pozici konečné světové jedničky ve čtyřhře před druhou Routliffeovou. Ze čtyř deblových finále Turnaje mistryň odešla potřetí poražena.

## Nasazení párů
1. Ljudmyla Kičenoková /  Jeļena Ostapenková (základní skupina, 0 bodů, 140 000 USD/pár)
2. Gabriela Dabrowská /  Erin Routliffeová (vítězky, 1 500 bodů, 1 125 000 USD/pár)
3. Sie Šu-wej /  Elise Mertensová (základní skupina, 200 bodů, 210 000 USD/pár)
4. Sara Erraniová /  Jasmine Paoliniová (základní skupina, 0 bodů, 210 000 USD/pár)
5. Caroline Dolehideová /  Desirae Krawczyková (základní skupina, 200 bodů, 140 000 USD/pár)
6. Nicole Melicharová-Martinezová /  Ellen Perezová (semifinále, 400 bodů, 280 000 USD/pár)
7. Čan Chao-čching /  [p 1]Veronika Kuděrmetovová (semifinále, 400 bodů, 280 000 USD/pár)
8. Kateřina Siniaková /  Taylor Townsendová (finále, 1 000 bodů, 605 000 USD/pár)

## Náhradnice
1. Sofia Keninová /  Bethanie Matteková-Sandsová (nenastoupily, 0 bodů, 60 000 USD/pár)
2. Demi Schuursová /  Luisa Stefaniová (nenastoupily, 0 bodů, 60 000 USD/pár)

## Soutěž
| Legenda                                                       |                                                                        |                                                   |
| - Q – kvalifikant - WC – divoká karta - LL – šťastný poražený | - Alt – náhradník - SE – zvláštní výjimka - PR/SR – žebříčková ochrana | - w/o – bez boje - r – skreč - d – diskvalifikace |

### Finálová fáze
|  | Semifinále | Semifinále                             | Semifinále                           | Semifinále | Semifinále |                                            |                                       | Finále | Finále | Finále | Finále | Finále |
|  |            |                                        |                                      |            |            |                                            |                                       |        |        |        |        |        |
|  | 8          | Kateřina Siniaková Taylor Townsendová  | 6                                    | 7          |            |                                            |                                       |        |        |        |        |        |
|  | 7          | Čan Chao-čching Veronika Kuděrmetovová | 0                                    | 65         |            |                                            |                                       |        |        |        |        |        |
|  | 7          | Čan Chao-čching Veronika Kuděrmetovová | 0                                    | 65         |            | 8                                          | Kateřina Siniaková Taylor Townsendová | 5      | 3      |        |        |        |
|  |            |                                        |                                      |            |            | 8                                          | Kateřina Siniaková Taylor Townsendová | 5      | 3      |        |        |        |
|  |            | 2                                      | Gabriela Dabrowská Erin Routliffeová | 7          | 6          |                                            |                                       |        |        |        |        |        |
|  | 6          | 2                                      | Gabriela Dabrowská Erin Routliffeová | 7          | 6          | Nicole Melichar-Martinezová Ellen Perezová | 67                                    | 1      |        |        |        |        |
|  | 6          |                                        |                                      |            |            | Nicole Melichar-Martinezová Ellen Perezová | 67                                    | 1      |        |        |        |        |
|  | 2          | Gabriela Dabrowská Erin Routliffeová   | 79                                   | 6          |            |                                            |                                       |        |        |        |        |        |

### Zelená skupina
|   |                                            | Kičenoková Ostapenková | Sie Mertensová   | Melichar-Martinezová Perezová | Siniaková Townsendová | Zápasy | Sety       | Hry          | Pořadí |
| 1 | Ljudmyla Kičenoková Jeļena Ostapenková     |                        | 1–6, 3–6         | 1–6, 3–6                      | 6–3, 3–6, [9–11]      | 0–3    | 1–6 (14 %) | 17–34 (33 %) | 4.     |
| 3 | Sie Šu-wej Elise Mertensová                | 6–1, 6–3               |                  | 6–1, 1–6, [6–10]              | 6–3, 3–6, [8–10]      | 1–2    | 4–4 (50 %) | 28–22 (56 %) | 3.     |
| 6 | Nicole Melichar-Martinezová Ellen Perezová | 6–1, 6–3               | 1–6, 6–1, [10–6] |                               | 2–6, 2–6              | 2–1    | 4–3 (57 %) | 24–23 (51 %) | 2.     |
| 8 | Kateřina Siniaková Taylor Townsendová      | 3–6, 6–3, [11–9]       | 3–6, 6–3, [10–8] | 6–2, 6–2                      |                       | 3–0    | 6–2 (75 %) | 32–22 (59 %) | 1.     |

### Bílá skupina
|   |                                          | Dabrowská Routliffeová | Erraniová Paoliniová  | Dolehideová Krawczyková | Čan Kuděrmetovová     | Zápasy | Sety       | Hry          | Pořadí |
| 2 | Gabriela Dabrowská Erin Routliffeová     |                        | 1–6, 7–6(7–1), [11–9] | 4–6, 6–3, [10–6]        | 7–6(8–6), 6–4         | 3–0    | 6–2 (75 %) | 33–31 (52 %) | 1.     |
| 4 | Sara Erraniová Jasmine Paoliniová        | 6–1, 6–7(1–7), [9–11]  |                       | 1–6, 6–1, [10–4]        | 6–3, 6–7(3–7), [9–11] | 1–2    | 4–5 (44 %) | 32–27 (54 %) | 3.     |
| 5 | Caroline Dolehideová Desirae Krawczyková | 6–4, 3–6, [6–10]       | 6–1, 1–6, [4–10]      |                         | 6–3, 3–6, [7–10]      | 0–3    | 3–6 (33 %) | 25–29 (46 %) | 4.     |
| 7 | Čan Chao-čching Veronika Kuděrmetovová   | 6–7(6–8), 4–6          | 3–6, 7–6(7–3), [11–9] | 3–6, 6–3, [10–7]        |                       | 2–1    | 4–4 (50 %) | 31–34 (48 %) | 2.     |